# Elafónisos
Elafónisos (en griego: Ελαφόνησος) es una isla griega entre el Peloponeso y Citera. Se encuentra frente a las costas de Cabo Malea y Neápolis. La superficie de la isla es de 19 km² (1900,0 ha).
La población es de entre 300 y 350 personas durante el invierno, pero aumenta dramáticamente en los meses de verano. Durante julio y agosto el número de turistas llega a más de 3.000 por día (y con ellos unos 1.600 vehículos). Muchas personas visitan la isla por su playas de arena de color claro. Entre las más conocidos de sus playas están Sarakiniko, Fragos (Simos) y Panagias Nissia, todos con aguas de azules verdes.
Elafonisos es por mucho la mayor de las islas habitadas del archipiélago Peloponeso, y la única que es una comunidad separada. También hay algunos descubrimientos arqueológicos para explorar en la isla y en las aguas circundantes. La iglesia principal de la comunidad es Agios Spyridon (Άγιος Σπυρίδων), que se basa en una pequeña pieza separada de la tierra que está conectada por un puente sobre aguas poco profundas con el resto de la isla. El área de la tierra también incluye 3 km² de la parte continental que consiste principalmente en la famosa playa de Punta.
En la cercana tierra firme, a unos 6,5 km (3,7 nmi) este Neapoli (en griego: Νεάπολη) del municipio de Vatika. Cerca de 8,5 km (4,5 nmi) al sur esta el cabo Frangos en la isla de Citera.